# Einkleidung
Als Einkleidung (lat. investitura) bezeichnet man die Übergabe einer Arbeits- oder Dienstbekleidung an die Person, die den Dienst leisten soll. Im Christentum ist die Einkleidung in der Tradition der Ordensgemeinschaften die in einen Ritus gekleidete Übergabe des Ordensgewands an ein neues Mitglied der Gemeinschaft.
Die Rückgabe der Arbeits- oder Dienstbekleidung und damit das Gegenteil wird Auskleidung genannt.

## Orden und Klöster
Die Einkleidung erfolgt meistens bei der Aufnahme in das Noviziat (selten auch erst bei der Profess). In manchen Gemeinschaften wird die Tunika schon während des Postulats getragen, bei der formellen Aufnahme ins Noviziat kommt dann beispielsweise nur noch das Skapulier hinzu. Mancherorts wird zur Einkleidung ein etwas kürzeres oder auch ein weißes Skapulier verliehen, das dann zur ersten Profess gegen eines in der Art ausgetauscht wird, wie es auch die anderen Professen tragen.
Bei einigen Ordensgemeinschaften für Frauen wird der im Noviziat noch weiße Schleier bei der Ablegung der zeitlichen Gelübde (einfache Profess) gegen einen schwarzen Schleier eingetauscht, andere wiederum verleihen den schwarzen Schleier erst zur feierlichen Profess.
Mit der Einkleidung, die entweder im Rahmen einer liturgischen Feier in der Kirche oder im Kapitelsaal stattfindet, erhalten oder wählen die Novizen auch einen Ordensnamen, wo der Brauch bei diesem Ritus üblich ist. Durch die Einkleidung wird der Novize noch nicht Mitglied des Ordens, in den er eingetreten ist, dies erfolgt erst bei der ersten Profess. Erst ab diesem Zeitpunkt kann er seiner Unterschrift auch das Ordenskürzel hinzufügen.

## Monarchen
Auch Herrscher werden bei ihrer Erhebung (Investitur) eingekleidet. So spielten die Reichskleinodien bei der Krönung der Herrscher des Heiligen Römischen Reiches eine wichtige Rolle.

## Militär
Der Begriff findet auch in weltlichen Organisationen Verwendung, so z. B. bei der Bundeswehr, bezeichnet hier aber lediglich die Übergabe der Uniformen, Funktionsbekleidung und sonstiger Ausrüstungsgegenstände. Als Ausnahme sind hiervon die Rituale im Zusammenhang mit bestimmten Teilen der Bekleidung zu betrachten, die für diese Organisationen hohe emotionale Bedeutung haben.
So wird bei der französischen Fremdenlegion die charakteristische Kopfbedeckung, das weiße Käppi, erst nach der Grundausbildung und dem erfolgreichen Abschlusses eines Gewaltmarsches, des marche képi blanc, „verliehen“. In der Bundeswehr sind mancherorts feierliche Verleihungen der Baretts (besonders in der Kampftruppe üblich) und der zum Feldanzug zu tragenden Litzen üblich.